# Christa lacustris
Christa lacustris är en insektsart som beskrevs av Rehn, J.A.G. 1914. Christa lacustris ingår i släktet Christa och familjen torngräshoppor. Inga underarter finns listade i Catalogue of Life.